# Zbigniew Długosz (piłkarz)
Zbigniew Długosz (ur. 20 marca 1954 w Ćmielowie) – polski piłkarz grający na pozycji bramkarza, magister wychowania fizycznego (WSP Szczecin 1982), trener piłkarski (AWF Wrocław 1987), menedżer sportu (AWF Szczecin 2001).
Przygodę z piłką rozpoczął w 1968 w Śląsku Wrocław zaczynając od juniora młodszego (trener Antoni Borkowski), juniora starszego (trener Aleksander Papieski) a kończąc na seniorskiej piłce nożnej (trener Władysław Żmuda I).
W juniorach Śląska zdobył wicemistrzostwo Wojska Polskiego w Krakowie w 1969. W seniorskiej piłce zaliczył w Śląsku 2 występy, 1 ligowy z Zagłębiem Wałbrzych i drugi w Pucharze Zdobywców Pucharów z La Valetta Malta. Był w kadrze I zespołu, który wywalczył awans z II do I ligi w 1973.

## Osiągnięcia
Osiągnięcia z drużyną Śląska Wrocław:
- 3. miejsce w I lidze (1974/75)
- zdobył Puchar Polski (1976)
- zdobył Mistrzostwo Polski (1977)

Wystąpił w barwach Pogoni Szczecin w 49 meczach w 1 lidze i 32 meczach 2 lidze. W sumie reprezentował „Portowców” w 81 meczach ligowych. Osiągnięcia z drużyną Pogoni Szczecin:
- Dwa razy wygranie z Pogonią swoich grup w Pucharze Intertoto
- 1977 – (KP Kopenhaga, Sturm Graz, Chenois Genewa)
- 1983 – (Werder Brema, FC Malmö, FC ST. Galen)
- Awans do 1 ligi – (1980/81)
- 4. miejsce – 1 liga (1982/83)
- 3. miejsce – 1 liga (1983/84)

Jest jedynym zawodnikiem Pogoni Szczecin, który był uczestnikiem 3 Finałów Pucharu Polski. Dwa razy jako zawodnik w latach 1980/81 w Kaliszu z Legią Warszawa (0-1), w 1981/82 we Wrocławiu z Lechem Poznań (0-1) i w 2009/10 jako trener bramkarzy w Bydgoszczy z Jagiellonią Białystok (0-1). Jest rekordzistą wśród bramkarzy Pogoni. Zbigniew Długosz grał w tym klubie w latach 1977–1985. Rozegrał w pierwszej lidze (dzisiejsza Ekstraklasa) 49 meczów mistrzowskich, oraz w drugiej lidze 30 spotkań – łącznie w 79-ciu meczach przepuścił tylko 63 bramki. Pod tym względem nie ma sobie równych na tej pozycji wśród bramkarzy, którzy występowali w bramce morskiego klubu.
Druga liga: liczba gier 30, liczba wpuszczonych bramek: 17 (przeciętna: 0,56 goli na mecz). To daje 1. miejsce wśród bramkarzy w drugiej lidze.
Pierwsza liga: liczba gier 49, liczba wpuszczonych bramek: 46 (przeciętna: 0,93 goli na mecz). To daje 5. miejsce wśród bramkarzy w pierwszej lidze.
Czynne uprawianie piłki nożnej zakończył w Ślęzie Wrocław (1986-1988) rozgrywając ok. 60 meczów 2 lidze.
Po zakończeniu kariery został trenerem bramkarzy. Pracował w klubach niższych lig na Pomorzu Zachodnim – między innymi wywalczył awans z drużyną z Dobrej Szczecińskiej do klasy okręgowej.
W 2003 został zatrudniony przez Antoniego Ptaka w Piotrcovii Piotrków Trybunalski, przeniesionej do Szczecina i grającej jako Pogoń Szczecin. Mimo wielu zmian w sztabie szkoleniowym, a także zmiany właścicieli klubu, Długosz pozostawał trenerem bramkarzy w Pogoni (z wyjątkiem rundy wiosennej sezonu 2005/06, kiedy zastąpił go Andrzej Wożniak). Zwolniony w dość nieoczekiwanym momencie przez właścicieli klubu p. Kałużnego i p. Smolnego krótko przed sezonem 2010/11 po tym jak jego podopieczny, bramkarz Radek Janukiewicz został wybrany najlepszym bramkarzem 1 ligi i głosami dziennikarzy sportowych znalazł się w „11” Przeglądu Sportowego za cały sezon. Był także najlepszym zawodnikiem Finału Pucharu Polski z Jagiellonią Białystok (0-1).
Pod jego opieką rozwijały się talenty bramkarskie m.in. Bogusława Wyparły, Krzysztofa Pilarza, Waldemara Grzanki, Bartosza Fabiniaka, Borysa Peskovica, Radka Majdana, Krzysztofa Pyskatego czy Radka Janukiewicza, a także bramkarzy młodszego pokolenia Tomasza Judkowiaka, Pawła Waśkowa, Jacka Malanowskiego czy Marcina Zomerskiego.
Pracuje jako Kierownik Obiektów Sportowych przy SP 16 w Szczecinie, gdzie wcześniej pracował jako nauczyciel w-f i przy okazji odpowiadał za sekcje piłki nożnej i tenisa stołowego.
Animator sportu. Od 10 lat współorganizator i organizator corocznych festynów sportowo-rekreacyjnych „Pożegnania lata”. Uczestnik wymiany młodzieży pomiędzy SP 16 a Szkołą z Lychen (Niemcy) przy udziale Pomeranii.
Aktualnie zajmuje się szkoleniem młodych adeptów bramkarskich w ISKIERCE Szczecin. Czynnie działa w Zachodniopomorskiej Radzie Menedżerów Sportu i Stowarzyszeniu Oldbojów Pogoni im. Floriana Krygiera.
Bierze czynny udział w meczach charytatywnych i pokazowych, jak również różnego rodzaju rozgrywkach i turniejach oldbojów niejednokrotnie zostając nagradzanym.
Ostatni największy swój sukces zanotował na XI Wielkim Turnieju Piłki Nożnej im. Stefana Moskalewicza w Świdwinie 17.12.2011 zdobywając bezapelacyjnie tytuł Najlepszego Bramkarza Turnieju zostawiając w pokonanym polu bramkarzy o 20–30 lat młodszych od siebie.

## Nagrody i odznaczenia
- Srebrna odznaka honorowa PZPN – 2017
- brązową odznaką honorową „Zasłużony Pracownik Morza” – 1983
- srebrną Odznaką Honorową Gryfa Zachodniopomorskiego – 2009